# Schistocerca
Schistocerca is een geslacht van rechtvleugeligen uit de familie veldsprinkhanen (Acrididae). De wetenschappelijke naam van dit geslacht is voor het eerst geldig gepubliceerd in 1873 door Stål.

## Soorten
Het geslacht Schistocerca omvat de volgende soorten:
- Schistocerca albolineata Thomas, 1875
- Schistocerca alutacea Harris, 1841
- Schistocerca americana Drury, 1770
- Schistocerca beckeri Dirsh, 1974
- Schistocerca bivittata Stål, 1873
- Schistocerca braziliensis Dirsh, 1974
- Schistocerca brevis Rehn, 1913
- Schistocerca camerata Scudder, 1899
- Schistocerca cancellata Serville, 1838
- Schistocerca carneipes Serville, 1838
- Schistocerca centralis Dirsh, 1974
- Schistocerca ceratiola Hubbell & Walker, 1928
- Schistocerca cohni Song, 2006
- Schistocerca damnifica Saussure, 1861
- Schistocerca diversipes Hebard, 1923
- Schistocerca flavofasciata De Geer, 1773
- Schistocerca gorgona Dirsh, 1974
- Schistocerca gregaria Forskål, 1775
- Schistocerca impleta Walker, 1870
- Schistocerca interrita Scudder, 1899
- Schistocerca lineata Scudder, 1899
- Schistocerca literosa Walker, 1870
- Schistocerca magnifica Bruner, 1913
- Schistocerca matogrosso Dirsh, 1974
- Schistocerca melanocera Stål, 1861
- Schistocerca nitens Thunberg, 1815
- Schistocerca obscura Fabricius, 1798
- Schistocerca orinoco Dirsh, 1974
- Schistocerca pallens Thunberg, 1815
- Schistocerca philippina Navás, 1904
- Schistocerca piceifrons Walker, 1870
- Schistocerca quisqueya Rehn & Hebard, 1938
- Schistocerca rubiginosa Harris, 1862
- Schistocerca serialis Thunberg, 1815
- Schistocerca shoshone Thomas, 1873
- Schistocerca socorro Dirsh, 1974
- Schistocerca subspurcata Walker, 1870